# Campanya de l'Àfrica Oriental
|  | Aquest article tracta sobre la campanya de la Segona Guerra Mundial. Si cerqueu la campanya de la Primera Guerra Mundial, vegeu «Teatre d'operacions d'Àfrica oriental (Primera Guerra Mundial)». |

La Campanya de l'Àfrica Oriental foren les batalles que van tenir lloc a l'Àfrica Oriental durant la Segona Guerra Mundial. Van participar per un costat les forces de l'Imperi Britànic, de la Commonwealth britànica i diversos aliats més per un costat; i les forces del Regne d'Itàlia per l'altre.
La campanya va recaure sota el Comandament de l'Orient Mitjà britànic. La gran majoria de les forces britàniques participants eren originàries de la Commonwealth, incloent forces del Sudan, la Somàlia britànica, l'Àfrica Oriental Britànica el Raj britànic, Sud-àfrica, Rhodèsia del Nord, Rhodèsia del Sud, Nyasalàndia i l'Àfrica Occidental Britànica (Protectorat del sud de Nigèria, Protectorat del nord de Nigèria, Costa d'Or, Sierra Leone i Gàmbia). Hi havia una petita unitat de comando provinent del Mandat britànic de Palestina, a més de forces irregulars etíops, francesos lliures i belgues lliures.
Les forces italianes incloïen italians, habitants de les colònies italianes de l'Àfrica oriental (eritreus, abisinis i dubats, així com alguns voluntaris alemanys (la companyia motoritzada alemanya). La majoria de les forces italianes eren tropes colonials comandades per oficials italians.

## Rerefons i situació política
El 6 de maig de 1936, el dictador italià Benito Mussolini proclamà l'Àfrica Oriental Italiana, format per la recentment ocupada Etiòpia i per les colònies italianes d'Eritrea i la Somàlia italiana. Itàlia no havia aconseguit la seva colònia africana fàcilment. Durant la Primera Guerra Italoetíop (1895-1896), Itàlia estava llançada en la seva ambició colonial quan les forces de l'emperador Menelik II d'Etiòpia van derrotar el Regio Esercito a la batalla d'Adwa. Durant la Segona Guerra Italo-Etíop (1935-36), els italians van tornar a envair Etiòpia i, usant armes com el gas verinós, finalment van poder derrotar els etíops.
Mentre el Regne d'Egipte havia restat neutral durant la Primera Guerra Mundial, el Tractat anglo-egipci de 1936 va permetre a les forces militars britàniques ocupar Egipte i el Sudan Anglo-Egipci en defensa del Canal de Suez. El Commando Centrale estava planejant una guerra per a després de 1942. L'estiu de 1940 no estaven preparats per a una guerra llarga o per ocupar grans àrees al continent africà. El 10 de juny de 1940, quan Mussolini entrà a la Segona Guerra Mundial contra el Regne Unit i la Tercera República Francesa, les forces italianes a l'Àfrica esdevingueren en una amenaça potencial a les rutes de subministrament britàniques a través del mar Roig i el canal de Suez. Egipte i el Canal es convertien en objectius primaris per a Mussolini, tot i que la Somàlia francesa o la Somàlia britànica eren també objectius raonables. Però Mussolini en un inici passà de llarg d'aquestes petites i aïllades colònies, mirant més enllà cap als triomfs propagandístics al Sudan i a l'Àfrica Oriental Britànica (Kenya, Territori de Tanganyika i Uganda).
A les etapes inicials de la guerra, el general britànic Archibald Wavell, Comandat en Cap del Comandament de l'Orient Mitjà, disposava de 86.000 soldats britànics i de la Commonwealth a la seva disposició per fer front a conflictes potencials a Líbia, l'Iraq, Síria, Iran i l'Àfrica oriental, però les seves forces estaven escampades per Egipte, Palestina, el Sudan, la Somàlia britànica, Kenya i diverses localitzacions més. Amb forces al davant escampades per tota la frontera a una densitat de 8 homes per milla, Wavell resolgué lluitar als italians amb accions retardadores als llocs principals i esperar el millor resultat. Els reforços no van començar a arribar en xifres significatives fins al juliol de 1940.
Escàs d'homes, Wavell necessitava tot el suport local de què pogués disposar. El juliol, el govern britànic reconegué a l'emperador Haile Selassie, que havia estat vivint a Anglaterra des que havia estat apartat del tron el 1936 quan els italians envaïren el seu país durant la Segona Guerra Italo-Etíop i li prometé ajut per reclamar el tron. El 13 de juny, només 3 dies després que Mussolini declarés la guerra a britànics i francesos, va enlairar-se en un hidroavió Short Sunderland des de Poole Harbour, a la costa sud d'Anglaterra arribant el 25 de juny a Alexandria. Una setmana després, fent-se anomenar "Mr. Smith", volà cap a Khartoum, al Sudan. Allà, es trobà amb el Tinent General William Platt, començant la preparació dels plans per alliberar Etiòpia del mandat italià.
Als darreres dies d'octubre de 1940, donat l'increment de l'amenaça de l'Eix sobre l'Orient Mitjà, el secretari d'exteriors britànic, Anthony Eden, convocà una conferència a Khartoum. Hi van assistir l'Emperador Selassie, el General sud-africà Jan Smuts, el Comandant en Cap de la Comandància de l'Orient Mitjà, General Archibald Wavell i els comandants militars superiors a l'Àfrica Oriental, incloent al Tinents Generals Platt i Cunningham. Allà s'acordà el pla general de l'atac, incloent l'ús de forces irregulars etíops.
El novembre de 1940, les forces britàniques van rebre un increïble avantatge d'intel·ligència. Els serveis de codificació de Bletchley Park van aconseguir el desxifrar el codi del Regio Esercito a l'Àfrica Oriental. Dies després, el codi substitutiu de la Regia Aeronautica va ser trencat pel Bureau Combinat de l'Orient Mitjà. A partir d'aquell moment, els comandants al Caire sabien dels plans italians tan bon punt com es lliuraven.

## Situació militar

### Forces de terra italianes
Amadeu de Savoia-Aosta era el Virrei i el Governador General de l'Àfrica Oriental Italiana, amb entre 250.000 i 280.000 soldats italians disponibles. El 10 de juny de 1940, els italians estaven organitzats en 4 sectors: el Sector Nord (la zona propera a Asmara, Eritrea), comandat pel tinent general Luigi Frusci; el Sector Sud (Jimma, Etiòpia), del general Pietro Gazzera; el Sector Est (prop de la frontera amb la Somàlia Francesa i la Somàlia britànica pel general Guglielmo Nasi, i el Sector de Giuba (la Somàlia septentrional, prop de Kismayo) pel tinent general Carlo De Simone. El Duc d'Aosta comandava des d'Addis Abeba.
El comandament del Duc d'Aosta incloïa dues divisions italianes: la 40a divisió d'infanteria Cacciatori d'Africa i la 65a divisió d'infanteria Granatieri di Savoia. Els italians a més tenien un batalló de tropes de muntanya d'elit (Alpini), un batalló d'infanteria mòbil (Bersaglieri), nombrosos batallons de paramilitars feixistes Camicie Nere, Milizia Volontaria per la Sicurezza Nazionale i d'altres unitats menors.
La majoria de les tropes italianes (sobre un 70%) eren àscaris locals. Mentre que els askaris dels batallons eritreus regulars del Regio Corpo Truppe Coloniali es comptaven entre les millors unitats italianes a l'Àfrica Oriental, la majoria de les tropes colonials havien estat reclutats, entrenats i equipats amb prou feines per mantenir l'ordre a la colònia. Els dubats somalis reclutats entre les tribus de la frontera proporcionaven forces d'infanteria lleugera, però eren molt menys efectius. Els askaris etíops i els irregulars, reclutats durant la breu ocupació italiana, van desertar en massa després de l'esclat de la guerra. El Regio Corpo Truppe Coloniali incloïa cavalleria eritrea coneguda com a Penne di Falco.
L'equipament era barrejat. Les tropes estaven equipades amb unes 3.300 metralladores, 24 tancs M11/39, un gran nombre de tanquetes L3/35, 126 vehicles blindats i unes 813 peces d'artilleria de tota mena. El fusell més comú era el Carcano Mod. 91. Però els italians s'encaraven amb els problemes derivats de l'aïllament, amb escasses oportunitats per rebre reforços o subministraments, aguditzant-se amb la mancança de munició.
Un altre problema que afligia les tropes italianes era la mancança de medicaments per les malalties endèmiques de la banya d'Àfrica. Entre totes elles es destacava la malaria: s'estimà que una quarta part de les tropes italianes que defensaven Amba Alagi a l'abril de 1941 van patir-la durant el setge. Desafortunadament, els italians d'Amba Alagi no disposaven de medicaments per la malària. Fins i tot el comandant d'Amba Alagi, Amadeu de Savoia-Aosta va caure malalt durant el setge, i va morir víctima de malària i tuberculosi el 3 de març de 1942, uns mesos després de la seva rendició.

### Forces de terra britàniques i de la Commonwealth
En un inici, les forces britàniques a l'Àfrica Oriental eren d'uns 30.000 homes a les ordres del major general William Platt al Sudan, el major general Douglas P. Dickinson a l'Àfrica Oriental Britànica i el tinent coronel Arthur Reginald Chater a la Somàlia britànica. Els britànics estaven millor equipats que els italians, i tenien accés a subministraments i reforços, però estaven en una clara inferioritat numèrica davant dels italians a l'Àfrica Oriental italiana, i els italians tenien 14 divisions (208.000 homes) disponibles a Líbia.
El 10 de juny de 1940, a tot el Sudan, i abans de l'arribada de la 4a Divisió d'Infanteria Índia i de la 5a Divisió d'Infanteria Índia, Platt només tenia 3 batallons d'infanteria regulars (que van quedar incorporats a la 5a Índia) i les 21 companyies (4.500 homes) de la Força Defensiva Sudanesa, de les quals 5 (després 6) van ser organitzades en companyies mòbils de metralladores. Els tres batallons eren el 1r Batalló (Regiment Worcestershire, el 1r Batalló (Regiment Essex i el 2n Batalló (Regiment West Yorkshire, que a mitjans de setembre esdevingueren part de les brigades índies d'infanteria 29a, 10a i 9a, respectivament. Platt no tenia artilleria, ja que el Sudan Horse estava en procés de convertir-se en una bateria d'obusos de 3,7 polzades.
A Kenya, el King's African Rifles (KAR) estava format per dues unitats de mida mitja brigada, organitzades com a Brigada Nord i Brigada Sud. El 1938, la força combinada d'ambdues unitats sumava 94 oficials, 60 sots-oficials i 2.821 africans. Després de l'esclat de la guerra, aquestes unitats van ser el nucli entrenat per a la ràpida expansió del KAR. Al març de 1940, el KAR ja estava format per 883 oficials, 1.374 sots-oficials i 20.026 de classe tropa. La mida per a un batalló del KAR s'establí en 36 oficials, 44 sots-oficials i 1.050 de classe tropa.
Inicialment, el KAR va desplegar la 1a Brigada d'Infanteria africana, responsable de la defensa costanera, i la 2a Brigada d'Infanteria africana a l'interior. Final de juliol, es formaren dues brigades més: la 3a i la 6a. Inicialment es planejà una divisió costanera i una divisió del districte fronterer del nord. Però, en canvi, es formaren l'11a i la 12a divisió africana.
L'1 de juny, la primera unitat sud-africana arribà a Mombasa. Al final de juliol, el 1r Grup de brigada d'Infanteria sud-africana s'uní a la primera unitat. El 13 d'agost es formà la 1a divisió sud-africana, que incloïa el 1r, 2n i 3r grups. En acabar-se l'any, uns 27.000 sud-africans estaven servint a l'Àfrica oriental. Cada grup de brigada estava format per 3 batallons de fusellers, una companyia de cotxes blindats i unitats de suport (senyals, enginyers i metges).
Al juliol, sota els termes d'un pla de contingència, dues brigades van rotar per servir a Kenya per part del Reial Cos Fronterer de l'Àfrica Occidental. Una, la 2a brigada d'infanteria (Àfrica Occidental) provenia de Costa d'Or; mentre que l'altre, la 1a brigada d'infanteria (Àfrica Occidental) venia de Nigèria. La brigada nigeriana, juntament amb dues brigades del KAR i alguns sud-africans formà l'11a Divisió africaca. La 12a Divisió africana tenia una formació similar amb la brigada de Ghana en lloc de la nigeriana.
A la Somàlia britànica, Chater comandava el Cos Cameller Somalí i els reforços que li arribaven. A l'esclat de les hostilitats, el cos cameller tenia un total de 1.475 homes per defendre la colònia. Aquesta xifra incloïa un batalló del Regiment de la Rhodèsia del Nord.

### Forces irregulars etíops
Un aspecte significatiu de la campanya aliada per reconquerir Etiòpia van ser les forces irregulars etíops, anomenades patriotes (o Arbegnoch) pels britànics. Wavell esperava que podrien distreure grans quantitats d'italians per tota la colònia, encara que Platt, qui es trobava a Khartoum, no creia que Hailie Selassie tingués el suport de la majoria de la gent. L'agost de 1940, la Missió 101 del Coronel Daniel Sandford començà a operar amb èxit a la província de Gojjam. El seu paper era enviar els Centres Operatius, petits grups d'oficials i sub-oficials per subministrar armament i entrenar als patriotes etíops i coordinar els atacs contra els italians. Sandford, després de servir amb distinció a la Primera Guerra Mundial, va passar la resta de la seva carrera a Etiòpia i al Sudan, sent un amic proper i conseller de Hailie Selassie.
Hailie Selassie, amb el suport de Sandford, vaarribar a Khartoum el 3 de juliol de 1940, sent rebut fredament per Plat. No obstant això, la conferència d'Eden a Khartoum a l'octubre acordà lliurar subministraments i suport a les forces irregulars etíops. Part de l'increment del suport va ser en enviar el Major Orde Wingate (qui havia passat 5 anys al període d'entreguerres al Cos de Defensa Sudanès i posteriorment guanyaria renom a Birmània amb els Chindits) a Khartoum com a oficial d'estat major d'enllaç entre Platt, la "Missió 101" i l'Emperador. Aquí impressionà a per la seva conducció i entusiasme.
Però donada la pobre opinió de Platt cap a Hailie Selassie, Sandford i Wingate creien que posava poca atenció a l'operació, i la resultant mancança d'àrees de responsabilitat i de cadenes de comandament clares (a més de les maneres brusques de Wingate) van comportar que durant tota la campanya va haver animositat i friccions entre Wingate i la resta de comandants.
Wingate exposà un pla per actuar a Etiòpia davant Wavell i a l'estat major superior a Cairo a inicis de desembre de 1940. El pla incloïa la formació d'un petit cos regular, a les seves ordres, per actuar com a punta de llança de les operacions militars a Gojjam.
Aquest cos, anomenat Força Gedeó (en record del jutge bíblic Gedeó) estava format pel batalló fronterer del Cos Defensiu del Sudan i pel 2n Batalló Etíop. Estaven equipats amb 4 morters de 3 polzades (en lloc d'artilleria) i 15.000 camells pel transport i per portar subministraments. Tot i que formalment no va prendre el comandament fins al 6 de febrer de 1941, Windgate marxà amb la Força Gedeó cap a Gojjam al gener.
La força Gedeó podia viatjar de manera relativament lliure a través de la frontera. En qualsevol moment durant la seva breu història, l'Imperi Italià de l'Àfrica Oriental només va estar sota control italià de manera nominal. S'estima fins a un terç del país va seguir sota el control dels nobles etíops.
Els italians no havien atret als etíops. El 22 de maig de 1936, qual el General Rodolfo Graziani va ser nomenat Virrei d'Etiòpia, els italians possiblement havien triat l'home menys indicat perquè pacifiqués el país. El 6 de juny, Mussolini va enviar un cable a Graziani indicant: Tots els rebels capturats han de ser afusellats. Això donà al nou virrei, infame per la seva pacificació de Líbia, tot el poder que li calia. Ben aviat, la reputació de Graziani per la brutal repressió li atorgà el títol de el carnisser d'Etiòpia. El 1937 Amedeo, Duc d'Aosta va substituir Graziani com a Virrei. Tothom va estar d'acord que era una gran millora respecte a Graziani; però va ser incapaç de fer gran cosa davant dels danys que la brutalitat de Gaziani havien causat.
Per la seva part, els patriotes etíops van fer que els italians aprenguessin a tenir-los por: no feien presoners gaire sovint.
Un fet molt important en l'èxit de les operacions a l'Etiòpia nord-oest va ser quan l'Emperador Haile Selassie va travessar la frontera des del Sudan per unir-se al cos de patriotes etíops. Les forces patriotes de mida considerable estaven concentrades a les províncies de Gojjam, Shoa, Jimma, Galla-Sidama i Harage.

### Poder aeri italià
Al juny de 1940, la Regia Aeronautica a l'Àfrica Oriental tenia entre 200 i 300 avions de combat disponibles. Si bé alguns estaven desfassats, en termes relatius estava entre les millors flotes aèries disponibles a l'Àfrica oriental el 1940. Els italians disposaven de bombarders Savoia-Marchetti SM.79 i Savoia-Marchetti SM.81, així com de caces Fiat CR-42. A més, els avions italians sovint tenien millors camps d'aviació que els britànics. Quan esclatà la guerra, els pilots estaven relativament millor entrenats i tenien més confiança en les seves habilitats. Però, aïllats d'Itàlia, tenien mancances de combustible, munició i recanvis, fets que feren caure la capacitat aèria italiana.

### Poder aeri britànic
El centenar d'avions de què disposaven les forces britàniques al juny de 1940 estaven dispersos: al nord del Sudan hi havia 3 esquadrons de bombarders de la RAF (el 14è, el 47è i el 223è), equipats amb avions Vickers Wellesley obsolets. Biplans Vickers Vincent del 47è esquadró van portar a terme missions de cooperació amb l'exèrcit, sent reforçats posteriorment per avions Bristol Blenheim del 45è, estacionat a Egipte. A Port Sudan hi havia 6 caces biplans Gloster Gladiator. El paper de les forces aèries al Sudan era proveir de protecció al Mar Roig (incloent les patrulles anti-submarines), la defensa aèria de Port Sudan, Atbara i Khartoum, així com el suport de les forces terrestres. L'agost va arribar a Khartoum com a reforç el 1r Esquadró de Caces de la SAAF (equipat amb Gladiators)
Al sud (Kenya) hi havia el 12è esquadró de bombarders de la SAAF (equipat amb bombarders Junkers Ju 86), l'11è esquadró de bombarders de la SAAF (equipat amb bombarders Fairey Battle), el Fairey Battl, el 40è esquadró de la SAAF (equipat amb Hawker Hartebees), el 2n esquadró de caces de la SAAF (equipat amb Hawker Furies) i el 237è Esquadró de Rhodèsia. (equipat amb Hawker Hardys).
A diferència dels italians, els avions de què disposaven els britànics van millorar amb el temps. Però, com ja s'ha vist anteriorment, gran part de l'equipament disponible a l'inici tendia a ser obsolet. Així i tot, els britànics van disposar-se a fer-ho amb el qual tenien; i els sud-africans van llançar un vell biplà Valencia al servei com a bombarder.

### Flotilla italiana del Mar Roig
La Regia Marina italiana va mantenir la seva presència a la zona del mar Roig mitjançant la flotilla del mar Roig. La majoria dels vaixells estaven ancorats al port de Massawa, a Eritrea. A més, també disposaven d'instal·lacions portuàries a Mogadishu (Somàlia italiana) i a Assab (Eritrea). La Flotilla del mar Roig incloïa 7 destructors organitzats en dos esquadrons, 5 llanxes torpedineres (Motoscafo Armato Silurante) i 8 submarins, organitzats en dos esquadrons-
Aquesta flota era vista pels britànics com una amenaça pels combois aliats que es dirigien des del golf d'Aden cap al mar Roig. Però, a mesura que les reserves de combustible a Massawa disminuïen, s'esvaïen les oportunitats per a dur a terme una acció ofensiva al mar Roig-
Però la Flotilla del mar Roig i el seu port de Massawwa representaven un enllaç entre l'Europa ocupada per l'Eix i les instal·lacions navals italianes a Tientsin (Xina).

### Flota Oriental britànica
La Flota Oriental britànica encarava la Flotilla del mar Roig. Fins a la Segona Guerra Mundial, l'oceà Índic havia estat considerat un llac britànic, ja que estava envoltat per significatives possessions i colònies britàniques. Gran part dels subministraments estratègics necessaris per al Regne Unit tant en pau com en guerra navegaven a través de l'oceà Índic. Entre aquests hi havia el petroli persa, el cautxú malai el te indi i menjar australià i neozelandès. En guerra, el Regne Unit descansava sobre la lleialtat i la força laboral d'Austràlia i Nova Zelanda, i els productes havien de ser transportats, sent cada cop més crític la seguretat pels transports. Malgrat tot això, la Royal Navy tendia a destinar als seus vaixells més vells a l'orient, i usava les estacions de la Xina i de l'Extrem Orient com a recursos per reforçar d'altres teatres. Encara que molt amenaçada, la Flota Oriental consistia en vells grans vaixells que havien estat descartats per ser massa lents o massa vulnerables per ser usats a l'oceà Atlàntic o a la Mediterrània

## Moviments inicials
A inicis de juny de 1940, els italians van provar la resolució de les forces britàniques a les fronteres del Sudan i Kenya, així com a les rutes marineres del mar Roig.
A primera hora del matí del 13 de juny, 3 bombarders Caproni van bombardejar la base aèria rhodèsia situada a Wajir a Lenya. Els avions rhodesians s'estaven preparant per enlairar-se per les patrulles d'albada. Els Capronis van bombardejar el fort, la zona d'aterratge i unes cases. Els Fusellers Africans del Rei (King's African Rifles - KAR), que tenien la caserna allà, van patir 4 morts i 11 ferits. Els avions rhodesis van quedar molt malmesos, i es va incendiar molt combustible d'avions. Després d'això, la base de Wajir va rebre visites regulars dels italians cada 2 ó 3 dies.
A l'albada del 17 de juny, els rhodesis van recolzar un atac del KAR al desert italià, a unes 90 milles al nord-est de Wajir. Els rhodesis van bombardejar i incendiar els sostres de palla de les cabanes de fang, assetjant a l'enemic; però com que les lluites principals tenien lloc als voltants dels avanços italians cap a Moyale (Kenya), els rhodesis van concentrar-se en aquella ciutat. Conjuntament amb la Força Aèria Sud-africana, els rhodesis van portar a terme el reconeixement i el bombardeig a les zones disputades.

### Setge italià de les ciutats frontereres al Sudan i Kenya
El juliol, les forces italianes a Eritrea van travessar la frontera del Sudan, fent que la petita guarnició britànica que hi havia a l'enllaç ferroviari de Kassala a retirar-se. Els italians també van assetjar el fort britànic de Gallabat, a uns 300 km al sud de Kassala. Es van conquerir fins als pobles de Ghezzan, Kurmuk i Dumbode, al Nil blau. Després de conquerir Kassala i Gallabat, els italians decidiren no aventurar-se més al Sudan, donada la mancança de combustible, i van procedir a fortificar Kassala amb defenses anti-tanc, metralladores i punt forts. Finalment, els italians van destinar una força de mida d'una brigada a Kassala.
A Kenya, després d'una dura lluita, els italians van ocupar Fort Harrington a Moyale. A la fi de juliol, les tropes italianes van arribar a Debel i Buna. Aquests poblets, a uns cent kilòmetres de la frontera etíope-kenyata van ser els punts més profunds a Kenya on van arribar els italians.
Als primers dies d'agost, una força irregular d'etíops van atacar Port Sudan com a preludi de la campanya italiana per conquerir la Somàlia britànica.

### La Somàlia francesa
En un inici, es va reunir una força italiana per capturat la ciutat portuària de Djibouti, la major base francesa a la Somàlia francesa (l'actual Djibouti). El comandant francès, general de brigada Paul Legentilhomme tenia uns 7.000 homes en 7 batallons d'infanteria senegalesa i somalí. Legentilhomme també disposava de 3 bateries de canons de camp, 4 bateries de canons anti-tanc, una companyia de tancs lleugers, 4 companyies de milicians i irregulars, dues seccions de cos cameller i diversos avions. Però després de la caiguda de França al juny de 1940, la neutralitat del govern de Vichy van permetre als italians dirigir els seus focus cap a la Somàlia britànica, molt menys defensada.
El 18 de juny de 1940, Legentilhomme va abandonar la Somàlia francesa i es va unir a les Forces de la França Lliure, però la Somàlia Francesa seguiria fidel al règim de Vichy fins al 28 de desembre de 1942.

### Invasió italiana de la Somàlia britànica
El 3 d'agost de 1940, uns 25.000 italians van envair la Somàlia britànica. Els italians eren comandats pel General Guglielmo Nasi.
La força atacant italiana incloïa 5 brigades colonials, 3 batallons de Camises negres i 3 bandas de tropes natives. A més, disposaven de vehicles blindats (alguns tancs lleugers i mitjans), artilleria i, de moment, un suport aeri superior.
Al seu davant hi havia un contingent britànic, comandat pel brigadier Arthur Reginald Chater, format per uns 400 homes del Cos Cameller Somalí, el 2n Batalló dels King's African Rifles, el 1r Batalló del Regiment de la Rhodèsia Meridional, el 3r Batalló del 15è Regiment del Punjab i la 1a bateria lleugera de l'Àfrica Oriental (4 obusos de 3,7 polzades). Des d'Aden, el 7 d'agost se'ls afegí el 1r Batalló del 2n Regiment del Punjab i, el 8 d'agost, el 2n Batalló dels Black Watch. Les tropes de Chaters no només tenien una artilleria molt escassa, sinó que a més no disposaven ni de tancs ni de blindats, a part d'armes antitanc.
Els italians van avançar en 3 columnes, amb la columna occidental avançant cap a Zeila, la central cap a Hargeisa i l'oriental cap a Odweina al sud. El tinent general Carlo De Simone comandava la columna central. Chater va usar el seu Cos Cameller per formar una pantalla contra els italians, mentre que la resta de tropes es dirigia cap a Tug Argan, per establir posicions defensives als turons d'Assa, davant de la ruta principal cap a la capital, Berbera.

#### Batalla de Tug Argan
El 5 d'agost, només dos dies després d'iniciar-se la invasió, els italians van capturar les ciutats de Zeila i Hargeisa, tallant la via de comunicació entre la Somàlia britànica i la francesa. Odweina va caure l'endemà, i les columnes italianes central i oriental van llançar atacs combinats contra les principals posicions britàniques a Tug Argan.
Al final de la primera setmana d'agost, les forces britàniques van rebre com a reforç el 1r batalló del 2n Regiment del Punjab i el 2n Batallo de The Black Watch. A més, l'11 d'agost arribà un comandant nou a Berbera, el Major-General Reade Godwin-Austen.
Els italians van iniciar els seus atacs sobre Tug Argan l'11 d'agost, però pel 15, Godwin-Austen va concloure que prolongar la resistència seria futil si les seves tropes quedaven aïllades. Va contactar amb el Quarter General de l'Orient Mitjà a Caire, demanant permís per retirar les seves tropes de Somàlia. L'esforç dels Black Watch, que van cobrir la retirada, van permetre a tot el contingent retirar-se fins a Berbera sense grans pèrdues. El 17 d'agost, gran part del contingent va poder ser evacuat amb èxit de Berbera a Aden, llevat del Cos Cameller Somalí, que va ser dissolt.

#### Final de la invasió italiana de la Somàlia britànica
El 19 d'agost de 1940, els italians controlaven Berbera i van dirigir-se cap a la costa per completar la seva conquesta de la Somàlia britànica. Finalment, la colònia britànica va quedar annexionada a l'Àfrica Oriental Italiana.
Les baixes britàniques (i de la Commonwealth) van ser relativament baixes:
- 38 morts
- 102 ferits[25]
- ~120 capturats[25]

En canvi, les baixes italianes van ser 10 cops les britàniques:
- 465 morts[25]
- 1.530 ferits[25]
- uns 2.000 homes pertanyents a les tribus locals van ser morts o ferits lluitant contra els britànics.[nb 1]

El Primer Ministre Winston Churchill criticà al General Archibald Wavell per la pèrdua de la Somàlia britànica: donat el baix nombre de baixes, Churchill sentia que s'havia abandonat la colònia sense combatre. Wavell va respondre que la retirada de Somàlia havia estat de manual davant el molt superior nombre de tropes enemigues, afirmant a Churchill que una factura sagnant de carnisser no és el senyal d'un bon tàctic. D'acord amb l'estat major de Churchill la resposta de Wavell provocà que Churchill s'enfurismés com mai abans. La conquesta de la Somàlia britànica va ser l'única campanya en la qual Itàlia va aconseguir la victòria sense ser recolzada per cap tropa aliada en tota la Segona Guerra Mundial.
Els punts principals d'aquesta campanya van ser:
- la invasió de la Somàlia britànica mostrà que les forces italianes podien coordinar columnes separades per moltes milles de desert
- les forces britàniques van mostrar una bona disciplina a la retirada i van ser capaços de salvar la major part de les seves tropes
- la invasió de la Somàlia britànica va ser la primera campanya que els italians van guanyar a la Segona Guerra Mundial
- la Somàlia britànica va ser la primera colònia britànica en caure en mans enemigues durant la Segona Guerra Mundial
- després dels primers mesos de guerra, Mussolini proclamà que Itàlia havia conquerit un territori de la mida d'Anglaterra a la banya d'Àfrica, tot i que els italians només tenien per mostrar com a triomfs la Somàlia britànica, les fronteres sudaneses de Karora, Gallabat, Kurmak i Kassala, i una regió a Kenya als voltants de Moyale i Buna.

### Accions al mar
La Flotilla del mar Roig italiana va veure alguna acció mentre que intentava fer coneguda la seva presència, però va ser a un gran cost; i a mitjans de juny, 4 dels 8 submarins amb seu a Massawa s'havien perdut.

#### Pèrdua delMacalle
El 15 de juny salpà el submarí Macalle, sent enfonsat.

#### Pèrdua delGalileo Galilei
El 16 de juny, el submarí Galileo Galilei va enfonsar al petroler noruec James Stove a unes 12 milles d'Aden. El 18 de juny, capturà al vapor iugoslau Dravo, però finalment l'alliberà. El 19, mentre que patrullava, es va trobar al mercant armat Moonstone. Durant l'intercanvi de foc, el comandant del Galileo Galilei va ser mort i el submarí va ser capturat.

#### Pèrdua de l'Evangelista Torricelli
El 23 de juny, al Golf d'Aden, el submarí Evangelista Torricelli va ser enfonsat pels destructors britànics Kandahar i Kingston, amb l'ajut de la corbeta Shoreham. Durant el combat, el destructor Khartoum va patir una explosió interna i es va enfonsar al costat de l'illa de Perim.

#### Pèrdua delLuigi Galvani
El 23 de juny, el submarí italià Luigi Galvani va enfonsar la patrullera índia Pathan a l'oceà Índic; però l'endemà, el Luigi Galvani va ser enfonsat per la corbeta Falmouth al Golf d'Oman.

#### Accions durant la conquesta de la Somàlia britànica
Entre la invasió italiana de la Somàlia britànica i la contraofensiva aliada, la major part de l'atenció es dirigí a l'esfera naval i a les activitats de la flotilla del mar Roig. La mancança de combustible i de recanvis va seguir dificultant la capacitat de la flotilla italiana a interferir en els combois aliat o en els vaixells de la flota oriental britànica.
El 13 d'agost, el submarí italià Gauleo Ferraras va provar d'interceptar al cuirassat britànic Royal Sovereign al mar Roig. El Royal Sovereign, provinent de Suez, va aconseguir evitar l'emboscada italiana i viatjar segur fins a Aden.
El 6 de setembre, el submarí Guglielmo esperava per a una presa a les illes Farasan. Només va aconseguir enfonsar un vaixell, el petroler Atlas.
Entre el 20 i el 21 d'octubre, els submarins Guglielmo i Gauleo Ferraras van intentar interceptar un comboi britànic a l'oceà Índic que es dirigia cap a Port Sudan i Suez. El comboi BN7 incloïa 31 vaixells de càrrega, escortats pel creuer neozelandès HMNZS Leander, el destructor britànic HMS Kimberley i 5 corbetes. A més, el comboi també disposava d'escorta aèria, formada per 50 caces i bombarders amb seu a Aden. El Guglielmo i el Gauleo Ferraras no van tenir èxit en interceptar al comboi, però sí que va ser interceptat i atacat per destructors italians.
El 21 de novembre, el comboi britànic al mar Roig BN7 va ser atacat pels destructors italians Pantera, Leone i Francesco Nullo. Dos dels escortes del comboi, el Leander i el Kimberley van fer allunyar-se al Francesco Nullo amb el seu foc combinat, sent destruït l'endemà pels bombarders lleugers Blenheim de la RAF.

### Atacs britànics inicials sobre les posicions italianes al Sudan
La 5a Divisió Índia d'Infanteria començà a arribar al Sudan a inicis de setembre de 1940. Poc després es preparà un atac per sorpresa per capturar Gallabat. Les tropes atacants formarien part de la 10a Brigada d'Infanteria de la 5a Divisió Índia de William "Bill" Slim. Slim aniria acompanyat per un esquadró de 12 tancs lleugers i mitjans, un regiment d'artilleria i tindria el suport de la RAF. L'atac s'inicià amb la conquesta de Gallabat el 6 de novembre, a la que seguí un assalt sobre Metemma, a l'altre costat de la frontera.

#### Contraatac italià
El tinent general Luigi Frusci, governador d'Eritrea i comandant de les tropes italianes allà destinades, no estava preparat per abandonar les posicions italianes al Sudan. Els defensors italians ocupaven posicions fortament preparades i, un cop s'inicià l'atac de Slim, van ser recolzades per un atac ferotge de la Regia Aeronautica. Els avions italians van aparèixer des de Gondar en gran nombre; abatent 7 Gloster Gladiators de la Royal Air Force, amb la pèrdua de 5 Fiat CR-42s i, durant 48 hores, procedint a bombardejar metòdicament al 1r batalló del Regiment Essex i el 3r batalló dels Royal Garwhal Rifles. Els italians van continuar fins que es permeté a les tropes britàniques retirar-se de les posicions que havien conquerit. La 10a Brigada índia reconquerí la riba oest del Gallabat 3 dies després, però l'operació contra Metemma no continuà.
Durant els dos mesos següents, la 10a Brigada índia i, posteriorment, la 9a Brigada (que rellevà la 10a brigada al desembre), simulà que tenia la força de tota una divisió. Les brigades van crear línies de comunicació a l'est de Gedaref i van crear falsos camps d'aviació i dipòsits. Les forces britàniques van obrar així per tal de convèncer a la intel·ligència italiana que la intenció principal de Platt era dirigir-se cap a Gondar, que no pas cap a Kassala.

#### La Força Gazelle
El 16 d'octubre es creà al Sudan la Força Gasela com a unitat mòbil de reconeixement i combat. Estava formada per 3 companyies motoritzades de metralladores del Cos Defensiu de Sudan, el 1st Duke of York's Own Skinner's Horse (el regiment de reconeixement de la 5a Divisió Índia) i alguna artilleria mòbil. Estava comandada pel coronel Frank Messervy.
Durant novembre, desembre i gener, el tinent general William Platt continuà exercint una pressió constant per tota la frontera italiana amb el Sudan, tant mitjançant les forces terrestres com les aèries. Durant aquesta època, els Hawker Hurricanes i els Gloster Gladiators van començar a substituir als avions obsolets dels quals disposava allà la RAF. Els Hurricanes eren superiors als caces italians Fiat CR-42, i els Gladiators eren equivalents. A més, ambdós eren superiors als bombarders Savoia-Marchetti.
El 6 de desembre, una gran concentració de transports italians va ser atacada pels avions britànics al nord de Kassala. Els mateixos avions llavors van procedir a metrallar les posicions dels Camises Negres i de la infanteria colonial. Uns dies després, van bombardejar la base italiana a Keru, a uns 50 km a l'est de Kassala.
Un matí a mitjans de desembre, un grup d'avions italians va atacar una base rhodesia prop de Kassala. Els italians van aconseguir destruir alguns Hawker Hardy a terra, però els britànics no van patir baixes.

#### Els italians adopten una postura defensiva
Després de la conquesta de la Somàlia britànica, els italians van adoptar una postura defensiva. A la darreria de 1940, els les forces italianes havien patit derrotes a la batalla de la Mediterrània, la campanya del Desert Occidental, la batalla d'Anglaterra i a la Guerra italo-grega, derrotes que portararn al nou Cap de l'Estat Major General, el General Ugo Cavallero, a adoptar un nou pla d'acció a l'Àfrica Oriental. Al desembre, Cavallero argumenta al Commando Supremo que les tropes italianes a l'Àfrica Oriental havien d'abandonar les operacions ofensives contra el Sudan i el Canal de Suez, i que havien de passar a ocupar-se de la defensa d'Àfrica Oriental Italiana.
Amedeo, Duc d'Aosta, també demanà permís per retirar-se de la frontera sudanesa. En resposta a les demandes tant de Cavallero com del Duc d'Aosta, el Commando Supremo a Roma ordenà que les forces italianes a l'Àfrica Oriental es retiressin a unes posicions defensives millors.
Es van enviar ordres al tinent general Luigi Frusci perquè es retirés de Kassala i Metemma a les terres baixes de la frontera sudanesa amb Eritrea, i es dirigís als passos de muntanyes que hi havia a l'est, a les rutes entre Kassala i Agordat i entre Metemma i Gondar, millor defensables. Però Frusci no es retirà argumentant que la retirada comportaria una gran pèrdua de prestigi; a més del fet que Kassala era un important nus ferroviari i, mantenint-lo, els britànics no podrien transportar subministraments de Port Sudan a la costa del mar Roig fins a la base de Gedaref
Les informacions sobre la retirada italiana van ser veloçment desencriptades per la intel·ligència britànica i, coneixedors dels plans italians, el tinent general Platt va poder començar la seva ofensiva a Eritrea el 18 de gener de 1941, tres setmanes abans del que estava programat.

## Contraofensiva aliada
Després de la caiguda de la Somàlia britànica, el pla del General Archibald Wavell per la contraofensiva incloïa un "Front Nord" comandat per tinent general Platt (promogut a inicis de gener), i un "Front Sud", comandat pel tinent general Cunningham. Es crearia, a més, un tercer font.
El general Wavell planejà que Platt havia d'avançar cap al sud des del Sudan, a través d'Eritrea i Etiòpia; i Cunningham que avancés cap al nord des de Kenya, a través de la Somàlia italiana i d'Etiòpia. Mentre que Platt avançava des del nord i Cunningham des del sud, Wavell planejà que un tercer cos desembarqués a la Somàlia britànica mitjançant un assalt amfibi i reconquerís la colònia abans d'avançar cap a Etiòpia. D'acord amb el pla, els 3 cossos es dirigirien conjuntament cap a Addis Abeba, capital de l'Àfrica Oriental Italiana.
La conquesta de la colònia italiana eliminaria les amenaces terrestres als subministraments i reforços que provenien d'Austràlia, Nova Zelanda, l'Índia, Sud-àfrica i l'Àfrica Oriental britànica i travessaven el Canal de Suez per participar en la campanya del nord d'Àfrica, a més del fet que obria una ruta terrestre entre Ciutat del Cap i Caire.

### El retorn de l'Emperador Selaisse a Etiòpia
El 18 de gener de 1941, l'Emperador Selaisse travesà la frontera prop del poble d'Um Iddla. Dos dies després s'uní a la Força Gedeó, que ja es trobava a Etiòpia; hissant-se de nou l'estendart del Lleó de Judà.
Va travessar la frontera a uns 450 km al nord-oest d'Addis Abeba, la capital de la qual l'Emperador s'havia vist obligat a marxar quan el general italià Pietro Badoglio capturà la ciutat als etíops el 5 de maig de 1936 durant la Segona Guerra Italo-Etíop.

#### La campanya a Gojjam
L'Emperador Selassie i la Força Gedeó, a les ordres del major Orde Wingate, van portar a terme una campanya durant els 3 mesos següents a la província etíop de Gojjman, on van encarar-se a unes forces d'uns 25.000 homes. L'Emperador i la Força Gedeó van reunir els patriotes etíops allà on anessin, mitjançant l'ús d'oradors que anunciaven la presència de l'Emperador. Mitjançant la sorpresa, aquest petit cos va trastocar les línies de subministrament italianes i va oferir un important servei d'intel·ligència a les forces britàniques.
Al març hi va haver una furiosa topada entre el major Wingate i el coronel Daniel Sandford. Sandford afirmava en una transmissió al quarter general a Khartoum que els recursos estaven sent absorbits per Wingate davant l'avanç comparablement lent de les seves forces convencionals, paralitzant les activitats patriòtiques al dirigir tot l'armament i la munició exclusivament per a la força Wingate, en comptes de repartir-la equitativament entre els Patriotes", la qual cosa donaria un impacte major que no pas les accions al Gojjam". Això va ser rebatut en un missatge de Wingate a Platt. Finalment, la discussió arribà a les formacions de Wingate, i el 2n Batalló Etíop s'amotinà a inicis d'abril. Wingate va haver d'aixecar-se del llit (patia d'un atac de malària) per rellevar al comandant del batalló.

#### La primera victòria
El 6 de març de 1941, els "Patriotes" etíops van aconseguir la seva primera victòria al capturar la ciutat de Bure. No hi va haver cap mena de resistència. Bombardejada per la Royal Air Force i assetjats per les tropes irregulars sudaneses i etíops, els 6.000 membres de la guarnició italiana van evadir-se durant la nit. Els italians a Burye van resistir durant una setmana. Però un atac del cap Haile Yesus sobre les seves comunicacions els força a retirar-se. No obstant això, els italians van destruir tot un batalló etíop durant la retirada.
L'agència de notícies americana United Press informà que La guerra de l'Àfrica Oriental s'ha convertit en una cursa cap a Addis Abeba entre l'exèrcit dels voluntaris abissinis i les tropes mecanitzades sud-africanes, les quals mantenen un remarcable contrast. Les tropes sud-africanes avancen des de Modadishu cap a Harar, a unes 30 milles de la línia ferroviària entre Djubouti i Addis Abeba.
En menys de 3 mesos, la Força Gedeó i un exèrcit de Patriotes Etíops cada cop més gran avançava cap a les fortificacions italianes a Debre Marqos, la capital de Gojjan. Donada la situació crítica al sud el Duc d'Aosta ordenà la retirada de Debre Margos, i el 4 d'abril, unes 12.000 persones (incloent a 4.000 dones), sota el seu comandant, Coronel Maraventano, inicià una marxa de 200 km cap a Safartak. El 6 d'abril, Hailie Slassie entrà a Debre Margos, sent formalment rebut per Wingate, la "Força Gedeó" i per Ras Hailu, el poderós líder patriota local.

#### Addis Abeba
Mentre que Debre Markos i Addis Derra eren capturades, altres grups de patriotes a les ordres de Ras Abebe Aregai consolidaven les seves posicions als voltants d'Addis Abeba en preparació al retorn de l'Emperador Selassie. Davant la velocitat de l'avanç de les tropes britàniques i a l'alçament generalitzat dels patriotes etíops, els italians es retiraren a les fortaleses defensives de Gondar, Amba Alagi, Dessie i Gimma
Des de Debra Margos, Wingate seguí als italians en retirada. A inicis de maig, la major part de la Força Gedeó hagué de retirar-se per tal de poder oferir una escorta confortable per a l'entrada formal de Hailie Selassie a Addis Abeba. Després de les cerimònies, Wingate tornà al Safforce, el cos principal de la Missió 101 que seguia la columna de Maraventano.
En aquells moments, ambdós bàndols anaven curts de menjar, munició, aigua i medicaments. Wingate va enviar un missatge a Maraventano dient-li que un gran nombre de tropes s'uniria a ell i que els britànics es retirarien, deixant la columna italiana a mercè dels Patriotes. El 21 de maig, després d'haver-ho comunicat a l'alta autoritat a Gondar (la qual li va deixar la decisió final), Maraventano senyalà la intenció d'efectuar la rendició amb els honors formals el 23 de maig. Wingate va acceptar la rendició de 1.100 italians i 5.000 soldats colonials, 2.000 dones i nens i 1.000 mulers. En aquells moments, les seves forces estaven compostes només de 36 soldats regulars, que van fer guàrdia d'honor en la cerimònia de rendició, mentre que la resta de les seves tropes estava formada per patriotes.
El 18 de maig, una petita part de la Força Gedeó, comandada per l'explorador Wilfred Thesiger, bloquejà a 2.500 italians que es retiraven. El 24 de maig, pensant que s'encaraven a un nombre superior de forces, el comandant italià acordà la rendició a Thesiger.

### La Campanya d'Eritrea
El 12 de gener, Amedeo, Duc d'Aosta envia la seva divisió d'elit Granaders de Savoia a defendre Keren. Les forces italianes allà destinades incloïen 3 brigades colonials i als grenaders saboians. Aquests incloïen un batalló d'infanteria altament mòbil (Bersaglieri) i el Batalló Uork Amba, l'únic batalló de tropes de muntanya (els Alpini) a l'Àfrica Oriental.

Front nord: els avanços aliats al 1941

L'atac del tinent general Platt des del Sudan per conquerir Eritrea només podia iniciar-se un cop arribessin reforços des d'Egipte, i mentrestant anava fent petits atacs sobre les posicions italianes. L'arribada a Egipte d'una divisió australiana permeté al general Wavell per rellevar a la 4a Divisió Índia d'infanteria de l'Operació Compas al desert occidental.
L'arribada de la 4a Divisió, juntament amb el coneixement dels plans italians, ajudà enormement els plans de Platt. L'atac principal britànic sobre Eritrea, originalment previst per a iniciar-se el 8 de febrer amb un atac sobre la conjunció ferroviària a Kassala, va poder-se avançar fins al 18 de gener. No obstant això, l'asatjament britànic durant el mes anterior havia fet que els italians es retiressin de Kassala i de Tessenei el 17 de gener per concentrar-se en el triangle Keru – Biscia – Aicota, on començaven les muntanyes.

#### Avanç de les forces de Platt cap a Eritrea
El 19 de gener de 1941, les dues divisions del tinent general Platt (la 4a Divisió Índia d'infanteria del major general Noel Beresford-Peirse i la 5a Divisió Índia d'infanteria del major general Lewis Heath) van penetrar a Kassala, avançant cap a la fortament defensada ciutat d'Agordat a l'est. El primer dia, mentre que les tropes italianes ja excavaven trinxeres entre els contraforts de la meseta eritrea a les aproximacions d'Agordat.
Les tropes del major-general Beresford-Peirse van tallar la retirada de la 41a brigada colonial italiana, mentre que els italians encara estaven a les terres baixes. El comandant de la brigada i 700 homes van ser capturats abans que poguessin fer-se forts a les posicions defensives.

#### LaBriggs Force
Mentre que les divisions índies travessaven la frontera eritrea a l'oest, la Briggs Force, operà independentment des del cos principal i sota les ordres directes de Platt, avançant cap a l'est des del Sudan i penetrant a Eritrea des del nord a través de la ciutat fronterera de Karora. La Briggs Force estava formada per 4 batallons a les ordres del brigadier Harold Rawdon Briggs — dos batallons eren de la pròpia 7a Brigada d'infanteria índia de Briggs (de la 4a Divisió), juntament amb 2 batallons de la Brigade d'Orient francesa— un batalló colonial senegalès i un batalló de la França Lliure.
Després de capturar les posicions italianes prop de Karora, la Briggs Force es dirigí contra les defenses del nord de Keren i enllaçà amb el cos principal al març.

#### Agordat
La 4a Divisió Índia, avançant des de l'est des de Kassala i fins a Agordat, prengué la carretera del nord via Keru, mentre que la 5a Divisió es dirigia pel sud via Barentu. En 9 dies, les tropes de Beresford-Peirse i Heath havien avançat 160 km i superat les posicions italianes per conquerir l'1 de febrer Agordat. El 21 de gener, durant l'avanç de la 5a divisió, el Brigadier William Slim va ser ferit per avions enemics. Slim va ser substituït al capdavant de la 10a brigada índia pel tinent coronel Bernard Fletcher, comandant del 2n batalló d'Infanteria Lleugera dels Highlands, fins que el brigadier Thomas "Pete" Rees assumí el comandament al març.
El 31 de gener, la guarnició italiana a Metemma es retirà cap a Gondar, després d'estar sotmès a la pressió de l'atac durant 3 setmanes. Això permeté a la 9a brigada índia ocupar la ciutat. El brigadier Mosley Mayne, comandant de la 9a brigada, envià unitats per la carretera cap a Wahni per assetjar els italians en retirada. El progrés per la carretera va ser difícil pels nombrosos camps de mines, sent durant aquesta època quan el Tinent de 2a Premindra Singh Bhagat, dels Reials Sapadors de Bombai va guanyar la primera Creu Victòria per a l'exèrcit indi durant la Segona Guerra Mundial per un continu valor i coratge fred netejant 15 camps de mines i 89 km de carreteres en 48 hores d'esforç sense descans.
El 31 de gener Amedeo, Duc d'Aosta, informà que l'exèrcit italià a l'Àfrica oriental tenia 67 avions operatius amb combustible limitat.

#### Keren

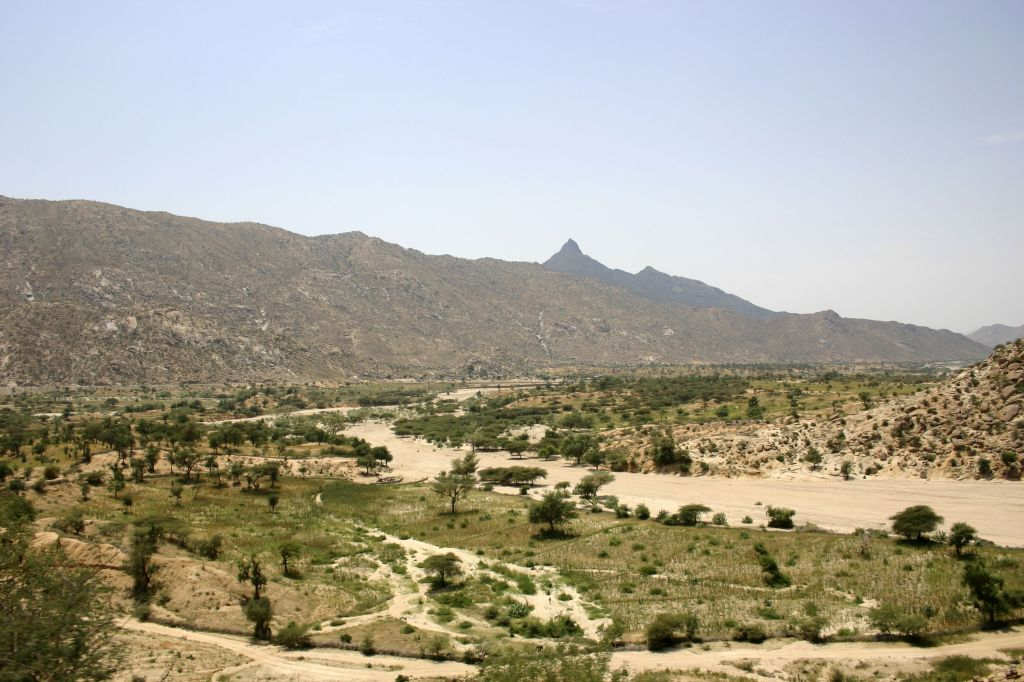
El camp de batalla de Keren.

L'acció clau al front nord va tenir lloc a Keren, Eritrea. Mentre que el general Frusci estava al capdavant de les forces italianes a Eritrea, els italians a Keren estaven comandats pel general Nicolangelo Carnimeo. Keren es troba a uns 100 km a l'est d'Agordat, i el 5 de febrer, s'iniciaren els combats de la batalla de Keren. La batalla començà amb assalts realitzats per seccions de la 4a Divisió Índia (la Gazelle Force i l'11 Brigada Índia) sobre posicions italianes a les muntanyes davant de a ciutat. En un inici, els defensors italians van mantenir tenaçment les seves posicions, amb un gran nombre de baixes en ambdós costats. Durant els 10 dies posteriors van tenir lloc atacs més pesats; però els italians van mantenir-se.
Platt decidí reagrupar i concentrar les seves forces abans de tornar a atacar. Planejant una batalla estàtica, desbandà la Gazelle Force i portà la 5a Divisió Índia cap al front. L'1 de març, el seu comandament augmentà amb l'arribada de la Briggs Force del nord. Tot i que li mancava artilleria per poder llançar una ofensiva major, la Briggs Force va buidar una part significativa de la guarnició de Keren. Això ajudà l'ofensiva principal que Platt havia llançat des del sud-oest. La Briggs Force també amenaçà Massawa per l'est, obligant als italians a mantenir un cos de reserva a la costa.
El 14 de març, quan s'inicià l'assalt sobre Keren, les tropes de Platt estaven formades per un 13.000 homes, davant dels quals els italians n'havien posat 23.000. De nou ambdós bàndols lluitaren amb determinació i patiren un alt nombre de baixes. No va ser fins al 27 de març que Keren caigué. A la història oficial de la batalla, Compton Mackencie va escriure:
| « | Keren va ser una batalla de soldats tan dura com qualsevol altra que s'hagi lluitat, i enlloc durant la guerra els alemanys van lluitar tan durament com aquests batallons de Savoia, Alpini, Bersaglieri i Granaders. Als primers 5 dies de combat els italians van patir unes 5.000 baixes, 1.135 de les quals eren morts. Lorenzini, el jove general italià, tenia el cap destrossat pels canons britànics. Va ser un gran cap per a les tropes italianes. La desafortunada llicència de la propaganda de guerra va fer que la premsa britànica representés als italians gairebé com uns soldats de broma; però excepte la divisió paracaigudista a Itàlia i els japonesos a Birmània, els britànics i els indis no es van haver de batre amb cap enemic tan bo com els batallons de Savoia a Keren. A més, les tropes colonials, fins que no van ser esclafades al final, van lluitar amb valor i resolució, i la seva lluita és un testimoni de l'excel·lència de l'administració italiana i l'entrenament militar a Eirtrea. | » |

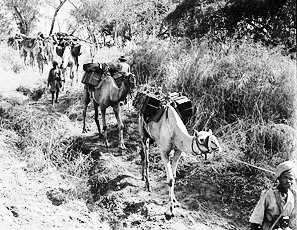
Etíops transportant subministraments en camell

Les baixes a Keren van ser relativament altes per a ambdós costats: els britànics van perdre més de 4.000 homes entre morts, ferits o desapareguts. Els italians van tenir uns 3.000 morts i centenars més ferits o malalts. La major part de la guarnició va ser capturada.
Keren va ser decisiu pels Aliats en termes d'objectius estratègics (quan temps després Wavell va ser fet comte escollí com a segon títol del vescomtat el de Keren i Winchester) Mentre que la lluita finalitzava, la caiguda de Keren trencà la resistència de les tropes italianes i permeté la captura de Massawa a la costa. Això va possibilitar poder usar el mar Roig de manera segura pels vaixells que portaven munició i subministraments al teatre nord-africà.

#### Asmara
Després de la caiguda de Keren, la 5a Divisió Índia es dirigí cap a l'est en persecució dels italians en retirada i cap a Asmara, capital d'Eritrea; a uns 80 km de distància. Van deixar la 4a Divisió Índia al darrere per netejar Keren i tornar a Egipte.
Els italians en retirada van muntar diverses batusses, però no van realitzar cap gran resistència. L'1 d'abril, Asmara va ser declarada ciutat oberta. Tres dies després, després de reavituallar-se a la via fèrria de Kassala amb la frontera sudanesa, la 10a brigada d'infanteria es dirigí cap a Massawa. Al seu flanc esquerre hi havia la Briggs Force, que havia avançat camp a través des de Keren i s'apropava a Massawa des del nord per la costa.

#### Massawa
El contraalmirall Mario Bonetti, comandant de la Flotilla del Mar Roig italiana i comandant de la guarnició de Massawa, havia rebut ordres de Mussolini perquè defensés la ciutat fins al darrer home. Els italians tenien 10.000 soldats i uns 100 tancs i vehicles blindats per defendre Massawa, dels quals uns 1.000 eren veterans de Keren.
El 20 de febrer de 1941, el mercant armat Ramb I salpà de Massawa amb el vaixell colonial Eritrea i el creuer Ramb II. El Ramb I i el Ramb II eren coneguts com a vaixells corsaris, sent relativament moderns i ràpids. Havien estat transformats en creuers auxiliars amb la instal·lació de 4 canons de 120mm i metralladores antiaèries de 13,2mm. L'Eritrea era conceptualment similar, però encara que més lent i vell, podia transportar més càrrega. Anava armat amb 4 canons de 120mm, dos canons de 40mm i dues metralladores antiaèries de 13,2mm. El 27 de febrer, el Ramb I va ser localitzat a les illes Maldives pel creuer neozelandès Leander, sent enfonsat. Tant 'Eritrea com el Ramb II van evadir ser detectats i van arribar fins a Kobe, al Japó.
Entre l'1 i el 4 de març, la resta de submarins italians a Massawa van escapar de la destrucció navegant cap al sud. El Guglielmo, el Gauleo Ferraras, el Perla i el Archimede planejaven trencar el bloqueig, navegar cap al sud, voltejar el cap de Bona Esperança i dirigir-se cap al nord fins a Bordeus, a França. El 29 de març, el Perla va rebre combustible del creuer auxiliar alemany Atlantis a l'oceà Índic. La resta de submarins van carregar combustible del petroler alemany Nordmark a l'Atlàntic Sud entre el 16 i el 17 d'abril. Tots quatre submarins van arribar a Bordeus entre el 7 i el 20 de maig.
Seccions de la 5a divisió índia provinents d'Asmara i de la Briggs Force van convergir sobre Massawa. Després d'una forta oposició inicial, les forces terrestres italianes que defensaven Massawa, mancades de combustible, munició i menjar, van quedar col·lapsades. Unitats franceses de la Brigs Force van capturar Montecullo i Fort Umberto el 7 d'abril i els Aliats van penetrar a Massawa el 8 d'abril. El coronel Ralph Monclar, de la 13a Mitja Brigada de la Legió Estrangera capturà l'edifici de l'almirallat italià i acceptà la rendició de 10.000 membres de la Regia Marina.
Les instal·lacions portuàries eren un premi que els britànics esperaven fer servir per a alleugerir les instal·lacions portuàries d'Alexandria. A la setmana prèvia a la captura, les instal·lacions van ser sabotejades pels italians, especialment la maquinària, el dic sec i mitjançant l'enfonsament calculat de 16 grans vaixells a les entrades del port, negant el seu accés; i fins a 13 mesos després no es pogué utilitzar.
L'11 d'abril, el major-general Lewis Heath va ser promogut per comandar el III Cos Indi a l'Extrem Orient, i el comandament de la 5a Divisió índia passà a Mosley Mayne, anteriorment comandant de la 9a Brigada. Bernard Fletcher, que temporalment havia comandat la 19a brigada, va ser promogut i passà a comandar la 9a de manera definitiva.
Abans de la caiguda de Massawa, Bonnetti ordenà als 7 destructors italians que encara quedaven, així com a la resta de torpedineres disponibles, que anessin a mar obert per portar a terme missions de "matar o morir". A final de març, tres destructors van intentar atacar Port Suez, però quan un d'ells es dirigí a la costa a Massawa i hagué de ser enfonsat pels altres dos, l'operació es cancel·là. A continuació, s'ordenà als 6 destructors restants que ataquessin els tancs de combustible a Port Sudan a inicis d'abril. Dos d'aquests destructors (el Daniele Manin i el Nazario Sauro) van ser enfonsats pels avions Swordfish del HMS Eagle. Dos destructors més van resultar danyats i van embarrancar a la costa prop de Jeddah. El setè es quedà a Massawa per problemes al motor i va ser enfonsat durant les demolicions portuàries. La torpedinera MAS-213 danyà al creuer Capetown mentre que escortava un comboi cap a Massawa.
La resta d'instal·lacions portuàries italianes a Assab, a escassa distància dels avions britànics a Aden, van resistir unes setmanes a la caiguda de Massawa.

### L'assalt amfibi sobre la Somàlia britànica
El 16 de març de 1941 es llançà l'Operació Aparició ( Operation Appearance). Dos batallons de l'Exèrcit indi i un comando somalí van desembarcar a ambdós costats de Berbwra per la Força D naval britànica (creuers HMS Glasgow i Caledon, destructors HMS Kandahar i HMS Kipling, creuers auxiliars Chakdina i Chantala, vapors indis Netavati i Parvati, dos transports i ML109). Els dos batallons Sikh (que formaven part de les tropes evacuades a l'agost de 1940) van portar a terme el primer desembarcament en una platja controlada per l'enemic dels Aliats en tota la Segona Guerra Mundial. El 2n batalló del 3r Regiment del Punjab i el 3r Batalló del 15è Regiment del Punjab van reconquerir la Somàlia britànica dels seus ocupants italians.
Quan els Sikhs van desembarcar, un coronel italià malalt de malària (igual que la meitat de les seves tropes) esperava amb els 60 homes que formaven la guarnició de Berbera. La guarnició havia patit mancances de menjar i aigua durant setmanes, i van esperar en formació a la platja per rendir-se als britànics tan bon punt arribessin. Aquests van assegurar ben ràpidament Berbera. Un oficial britànic present a la rendició escriuria posteriorment "La guerra pot ser molt curiosa".
El 20 de març, Hargeisa va ser capturada. Les forces britàniques van passar els mesos següents netejant la colònia de les restes dels invasors italians. El Cos Cameller Somalí es refundà a mitjans d'abril i, per tal de vigilar als italians, readquirí la seva tasca perseguint als bandits locals.
Des de la Somàlia britànica, les forces britàniques avançaren cap a ponent fins a l'Etiòpia oriental. A final de març enllaçaren amb les tropes d'avançada del Front Sud als voltants de Harar i Diredawa, podent així rebre subministraments molt més eficaçment des del port de Berbera mentre que avançaven per Etiòpia.
Alguns italians, sota les ordes del coronel Di Marco, iniciaren una guerra de guerrilles a la zona d'Ogaden que no finalitzà fins a l'estiu de 1942.

### Campanya a la Somàlia italiana i al sud d'Etiòpia
Les forces de Cunningham al front sud incloïen la 1a Divisió sud-africana, la 1a i la 2a Divisions Africanes (formades per tropes de l'Àfrica Oriental, Sud-àfrica, Nigèria i Ghana, a les ordres d'oficials britànics o sud-africans). La divisió sud-africana estava comandada pel major general George Brink, l'11a Divisió Africana ho estava pel major general Harry Edward de Robillard Wetherall i la 12a pel major general Alfred Reade Godwin-Austen.
El gener de 1941, Cunningham decidí llançar el seu primer atac a través de la frontera keniata directament cap a l'Etiòpia septentrional. Esperava que aquesta acció provocaria una revolta etíop contra els italians. Cunningham envià la 1a Divisió sud-africana (composta per dues brigades sud-africanes i una africana oriental), juntament amb una brigada independent de l'Àfrica Oriental cap a la província de Galla-Sidamo. Entre el 16 i el 18 de gener van conquerir El Yibo i, el 19, una força avançada de la divisió sud-africana capturà Jumbo. Entre el 24 i el 25 de gener, les tropes de Cunningham van lluitar a la carretera de Turbi. Però la seva esperança de què s'iniciés una revolta etíop no es va fer realitat.
Cunningham va mantenir les seves tropes al sud d'Etiòpia fins a mitjans de febrer. L'1 de febrer van capturar Gorai i El Gumu; el 2, Hobok. Entre el 8 i el 9 van conquerir Banno. El 15, la lluita s'havia desplaçat cap a la carretera de Yavello; i fins al 18, van capturar Mega. Finalment, el 18, van capturar Moyale.
El 28 de gener, el cos principal de Cunningham, que incloïa les dues divisions africanes, envaí des de Kenya la Somàlia italiana. A inicis de gener, els italians havien decidit que les planes de la Somàlia italiana no podrien ser defensades, i la major part de les tropes italianes va ser retirada cap a les muntanyes d'Etiòpia, més defensables. Cunningham es trobà amb alguns italians a l'est del riu Juba. El 14 de febrer es capturà el primer objectiu, Kismayu.

#### Muqdisho
El 25 de febrer de 1941, la brigada motoritzada nigeriana de l'11a divisió africana avançà per la costa i ocupà la ciutat de Muqdisho, capital de la Somàlia italiana. Mentrestant, la 12a divisió africana avançà pel riu Juba a la Somàlia italiana cap a la ciutat fronterera etíop de Dolo.
L'1 de març, l'11a divisió africana inicià la persecució de les tropes italianes en retirada des de Muqdisho. La divisió perseguí als italians fins a les planes d'Ogaden. Pel 17 de març, l'11a africana completà una travessia de 17 dies per la Strada Imperiale des de Muqdisho fins a Jijiga, a l'Etiòpia oriental.
A inicis de març, les tropes de Cunningham havien capturat la majoria de la Somàlia italiana i avançaven per Etiòpia cap a l'objectiu final, Addis Ababa. El dia 26, Harar va ser capturada; i el 29, Dire Dawa va caure. Durant aquesta època, els enllaços entre les forces de Cunningham que avançaven per la Somàlia britànica i la seva ruta de subministraments millorà enormement.

#### L'alliberament d'Addis Abeba
El 6 d'abril, Addis Abeba va ser alliberada per les tropes de Cunningham. En 53 dies, havien avançat fins a 2.700 km des de Kenya fins a arribar a la capital etíop. L'altament disciplinada Polizia dell'Africa Italiana) es quedà a la ciutat per mantenir l'ordre.
L'Emperador Haile Selassie entrà formalment a la ciutat el 5 de maig. Això era 5 anys després de veure's obligat a fugir quan els italians van capturar la capital el 5 de maig de 1936 durant la Segona Guerra Italo-Etíop. Des de llavors, el 5 de maig ha estat commemorat a Etiòpia com el Dia de l'Alliberament, una festa nacional.
El 13 d'abril, Cunningham envià un cos format per la 1a Brigada Sud-àfricana i els Campbell's Scouts (etíops irregulars comandats per un oficial britànic), comandat pel Brigadier Dan Pienaar, per continuar cap al nord i enllaçar amb les forces de Platt que es dirigien cap al sud.
El 20 d'abril, les tropes de Pienaar van capturar Dessie, a la carretera principal entre Addis Abeba i Asmara, al nord de la capital. Pienaar estava a uns 320 km al sud de les tropes de Platt, esperant a Amba Alagi.

### Amba Alagi
La prioritat estratègica de Wavell era que Platt es dirigís cap al sud des del Sudan fins a Addis Abeba i que Cunningham ho fes cap al nord des de Kenya. El major obstacle per Platt estava situat a Amba Alagi, una muntanya de 3.700m situada entre Asmara i Addis Abeba. Els italians a les ordres d'Amadeu de Savoia-Aosta decidiren defensar la zona excavant galeries a la roca per protegir les tropes i poder tenir grans magatzems i polvorins, i veien aquesta fortalesa muntanyenca com a inexpugnable.
Platt donà al recent promogut major general Mosley Mayne i a la 5a Divisió d'Infanteria Índia la missió de capturar Amba Alagi, però Mayne només podia desplegar la 29a d'infanteria índia; i els atacants eren inferiors en nombre als defensors italians. El desplegament limitat de Mayne era a causa de les demandes britàniques per tasques de seguretat i per protegir les seves línies de comunicació (les línies de subministrament fins a Amba Alagi s'estenien uns 400 km al sud d'Asmara i 640 km fins a la principal línia ferroviària de Kassala.
El 3 de maig de 1941, Mayne preparà un atac en finta des de l'est mentre que, a primera hora del 4 de maig, llançà l'atac principal des del nord-oest sobre els turons, ferotgement defensats pels italians. L'11 de maig, la brigada de Pienaar arribà des del sud i va ser posada a les ordres de Mayne; i finalment, el 14 de maig, Amba Alagi va quedar envoltat. Amb l'arribada de Piennar, els 7.000 italians tenien al davant 9.000 britànics i més de 20.000 irregulars etíops.
Es planejà un assalt final pel 15 de maig, però un obús va caure fortuïtament sobre un dipòsit de combustible, que provocà que caigués petroli a les reserves d'aigua dels defensors. La maca d'aigua potable forçà als italians a rendir-se.
El 18 de maig Amadeu de Savoia-Aosta rendí les seves tropes a Amba Alagi, rebent plens honors militars. Mentre que el Duc d'Aosta encarava la derrota a l'Àfrica Oriental, el seu germà, l'Duc de Spoleto era coronat Rei de Croàcia després de l'èxit a la invasió de Iugoslàvia. Amadeu de Savoia-Aosta va passar els darrers mesos de lluita patint un sever atac de malària (moriria pocs mesos després de malària i tuberculosi), i la campanya a l'Àfrica Oriental Italiana havia finalitzat.

### Darrera resistència italiana
Tot i la rendició del Duc d'Aosta a Amba Alagi el 18 de maig, van haver tropes italianes que van continuar lluitant. La ciutat portuària d'Assab i els punts forts de Gondar i Jimma continuaren sota control italià. Ambdues iniciaren amb guarnicions d'uns 40.000 homes.

#### Assab
El 10 de juny s'inicià l'Operació Cronòmetre, amb un batalló de l'Exèrcit Indi desembarcant a Assab, el darrer port en mans italianes al Mar Roig. L'11 de juny, Assab havia caigut. El dia 13, dos dies després de la caiguda, el vapor indi Parvati esdevingué la darrera baixa de la campanya quan topà amb una mina magnètica prop d'Assab.

#### Jimma
Un cos italià a les ordres del General Pietro Gazzera, governador de Galla-Sidama, i Virrei Governador-General de l'Àfrica Oriental Italiana en funcions, continuà resistint a Jimma, al sud-est d'Etiòpia. Gazzera havia substituït al Duc d'Aosta en els seus càrrecs a l'Àfrica Oriental. Però abans i tot de què Cunningham es mogués contra ell, Gazzera hagué d'encarar una força creixent d'irrregulars etíops (o Arbegnoch). Diverses de les seves unitats començaren a fugir (les seves tropes colonials eren especialment promptes a la deserció). El 21 de juny de 1941, Gazzera abandona Jimma, on es rendiren uns 15.000 homes que havien format part de les seves forces. El 3 de juliol, Gazzera i els seus darrers 7.000 homes es rendiren, quan la seva ruta va quedar tallada pel major general belga Auguste-Éduard Gilliaert, comandant de les Forces Franceses Lliures a l'Àfrica Oriental.
El 28 de setembre, els 3.000 homes de la guarnició del Pas de Wolchefit es rendiren als King's African Rifles.

#### Gondar
Les tropes a Gondar, a les ordres del General Guglielmo Nasi, governador d'Amhara, resistiren gairebé7 mesos. Gondar era la capital de la província de Begemder, al nord-oest d'Etiòpia, a uns 200 km a l'oest d'Amba Alagi. Després de la rendició del General Gazzera, Nasi es convertí en el Virrei i Governador General de l'Àfrica Oriental Italiana; però, igual que Gazzera, Nasi no s'enfrontava a forces convencionals (del comandament de Platt), sinó que també a un nombre creixent de Patriotes Etíops.
Mentre que la Regia Aeronautica a l'Àfrica Oriental va quedar abandonada ben aviat, els pilots van tenir un final més amarg, i el darrer avió italià va ser abatut el 24 d'octubre.
El 27 de novembre de 1941, el General Nasi i els seus 23.500 darrers homes es rendiren a Gondar, davant una força combinada de tropes britàniques i de la Commonwealth, així com a soldats etíops. En la rendició, els italians van rebre plens honors militars.

## Després dels combats
Amb les costes del mar Roig i del golf d'Aden sense presència de les tropes de l'Eix, el President Franklin Delano Roosevelt va poder declarar que ja no eren zones de combat i, automàticament, els vaixells dels Estats Units van poder transitar pel Canal de Suez; ajudant enormement a rellevar els recursos navals del Regne Unit.

### Etiòpia
Etiòpia va ser administrada pel Regne Unit fins al 1944. El gener de 1942, amb la rendició oficial dels italians, els britànics, pressionats pels nord-americans, signaren un Acord Anglo-Etíop interí, reconeixent la sobirania de l'Emperador Haile Selassie I. Makonnen Endelkachew va ser nomenat Primer Ministre. El 19 de desembre de 1944 se signà l'Acord Anglo-Etíop final. Selassie regnà fins al 1974, quan la monarquia quedà abolida pels Derg. Des de 1994, el país ha estat conegut com a República Federal Democràtica d'Etiòpia.

### Eritrea
La colònia italiana d'Eritrea va quedar sota administració militar britànica durant la resta de la Segona Guerra Mundial. El 1950 va ser feta part d'Etiòpia. La unificació d'Eritrea i Etiòpia resultà inacceptable pels eritreus i s'inicià la Guerra de la Independència Eritrea; finalitzant la unificació a inicis de la dècada de 1990. Eritrea esdevingué independent de facto el 1991 i va ser reconeguda com a tal el 1993.

### Somàlia
La Somàlia italiana va quedar sota administració militar britànica durant la resta de la guerra. El 1948 es decidí que la regió fronterera d'Ogaden passaria a mans d'Etiòpia. El 1949, les Nacions Unides decidiren que els italians tornessin a administrar Somàlia per 10 anys, fins que, finalment, passà a ser independent el 1960. Dies després d'esdevenir independent, la Somàlia italiana s'uní al que havia estat la Somàlia britànica per crear l'estat independent conegut com la República de Somàlia.

### La Somàlia Francesa
Després que les tropes britàniques ocupessin l'Àfrica Oriental Italiana, les forces de la França de Vichy a la Somàlia Francesa van quedar aïllades. En lloc de bloquejar el port, la Royal Navy va permetre als vaixells de Vichy a portar subministraments a la guarnició de Djibouti, deixant-los en una obediència passiva a Vichy, però també tallant de soca arrel, davant la consternació de la França Lliure, una sortida cap a les forces de De Gaulle. Els francesos de Vichy continuaren mantenint la colònia durant un any després del col·lapse italià. El desembre del 1942, després d'un bloqueig britànic de 101 dies, la Somàlia francesa va caure, sent ocupada per les tropes de la França Lliure i les Aliades.
Posteriorment, un batalló de la Somàlia Francesa participaria en l'alliberament de França el 1944.
El 1977, la Somàlia Francesa esdevindria independent com la República de Djibouti.

#### Accions italianes de guerrilla 1941-43
Entre novembre de 1941 i setembre de 1943, diverses unitats italianes (formades per uns 7.000 homes) van lluitar una guerra de guerrilles des dels deserts d'Eritrea i Somàlia fins als boscos i muntanyes d'Etiopia. Se suposa que esperaven mantenir-se fins que els alemanys i italians a Egipte (o fins i tot els japonesos a l'Índia) hi intervinguessin.
Amedeo Guillet va ser un dels oficials italians que hi van participar. Entre els altres estaven el Capità Francesco De Martini a Eritrea, el coronel Calderari a l'Etiòpia occidental i Somàlia, el coronel Di Marco a Ogaden i a la Somàlia Britànica, el Centurió Camisa Negra" a Somàlia i Etiòpia i el major Lucchetti a Etiòpia.
Aquesta guerrilla també estava recolzada per civils. L'agost de 1942, el dr. Rosa Dainelli va sabotejar amb èxit el major magatzem de munició britànic a Addis Abeba.
Les hostilitats a l'Àfrica Oriental van cessar oficialment el 9 de setembre de 1943, quan el govern signà un Armistici amb els Aliats, però alguns soldats continuaren la guerra de guerrilles fins a l'octubre de 1943, sense prestar atenció a l'armistici italià.

## Guardonats amb la Creu Victòria
Durant la Campanya de l'Àfrica Oriental es concedí la Creu Victòria en quatre ocasions:
- Eric Charles Twelves Wilson (Somaliland Camel Corps) - Condecorat durant la invasion italiana de la Somàlia britànica
- Premindra Singh Bhagat - Condecorat durant els combats al Front Nord
- Richhpal Ram - Condecorat durant els combats al Front Nord
- Nigel Gray Leakey - Condecorat durant els combats al Front Sud